# Rosalina Berazaín Iturralde
Rosalina Berazaín Iturralde (sinh ngày 21 tháng 2 năm 1947, Havana) là một nhà thực vật học Cuba, nhà sưu tập thực vật, nhà phân loại thực vật, và giáo sư tại Đại học Havana. Cô là một trong những người sáng lập Vườn thực vật quốc gia Cuba và là thành viên của Viện hàn lâm khoa học Cuba. Khi trích dẫn danh pháp thực vật, cách viết tắt họ tên nhà thực vật học tiêu chuẩn được dụng để nhắc đến cô là Berazaín. Loài Coccoloba berazainae và Coccoloba berazainiae được đặt tên để vinh danh cô.